# Ais de Provença
Ais de Provença ([ˈajs de pʀuˈvɛⁿsɔ] en occità; Aix-en-Provence, oficialment i en francès) és una ciutat francesa i occitana que es troba al departament de les Boques del Roine i a la regió Provença-Alps-Costa Blava. Els seus habitants s'anomenen sextians en occità, i Aixois en francès.

## Demografia
| Evolució de la població Cassini i INSEE |        |        |        |        |        |        |        |        |
| 1793                                    | 1800   | 1806   | 1821   | 1831   | 1836   | 1841   | 1846   | 1851   |
| 27 000                                  | 21 009 | 21 960 | 22 412 | 22 575 | 24 660 | 26 698 | 27 280 | 27 255 |

| 1856   | 1861   | 1866   | 1872   | 1876   | 1881   | 1886   | 1891   | 1896   |
| ------ | ------ | ------ | ------ | ------ | ------ | ------ | ------ | ------ |
| 26 136 | 27 659 | 28 152 | 29 020 | 28 693 | 29 257 | 29 057 | 28 357 | 28 913 |

| 1901   | 1906   | 1911   | 1921   | 1926   | 1931   | 1936   | 1946   | 1954   |
| ------ | ------ | ------ | ------ | ------ | ------ | ------ | ------ | ------ |
| 29 418 | 29 829 | 29 836 | 29 983 | 35 106 | 38 332 | 42 615 | 46 053 | 54 217 |

| 1962   | 1968   | 1975    | 1982    | 1990    | 1999    | 2006 | 2011 | 2016 |
| ------ | ------ | ------- | ------- | ------- | ------- | ---- | ---- | ---- |
| 67 943 | 89 566 | 110 659 | 121 327 | 123 842 | 133 018 | -    | -    | -    |

| 2019 | - | - | - | - | - | - | - | - |
| ---- | - | - | - | - | - | - | - | - |
| -    | - | - | - | - | - | - | - | - |

## Història

### Antiguitat
Al segle ii aC, l'oppidum d'Entremont, situat al territori dels sal·luvis, era un indret clau pel control del territori que connectava Massàlia amb la resta de la Gàl·lia. El 123 aC fou conquerit pel procònsol romà Gai Sexti Calví, i es fundà una ciutat romana anomenada Aigües Sèxties. Màrius hi vencé els teutons (102 aC). Fou assolada pels visigots (445), pels francs, pels longobards i pels musulmans (731). Fou arquebisbat (des del segle vi).

### Edat mitjana
Esdevingué capital dels comtes i, després, dels reis de Provença, tant dels casals de Barcelona com dels d'Anjou; Jaume I hi anà el 1241 per signar-hi el contracte matrimonial entre Ramon VII de Tolosa i Sança de Provença, amb la intenció de mantenir-hi el predomini, però, malgrat tot, prevalgué el domini francès.
Fou seu del parlament provincial de Provença des del 1501 fins a la revolució del 1789. Durant el segle xix fou un dels centres del Felibritge.

## Administració
| Període   | Identitat               | Partit                    |
| --------- | ----------------------- | ------------------------- |
| 1945-1967 | Henri Mouret            | SFIO, després independent |
| 1967-1978 | Félix Ciccolini         | SFIO, després PS          |
| 1978-1983 | Alain Joissains         | UDF                       |
| 1983-1989 | Jean-Pierre de Peretti  | UDF                       |
| 1989-2001 | Jean-François Picheral  | PS                        |
| 2001-     | Maryse Joissains-Masini | UMP                       |

## Curiositats
El monument més important és la catedral de Sant Salvador, on es troben el baptisteri del segle v, amb cúpula renaixentista, el claustre, del segle xii, i el campanar, dels segles xiv-xv; els batents de la porta principal són una obra mestra de l'escultura en fusta del començament del segle xvi; a l'interior es conserva el tríptic de l'esbarzer ardent, pintat per Nicolas Froment (segle xv).
La urbanització moderna de la ciutat començà al segle xvii; d'aquesta època daten la via principal, anomenada Cors Mirabèlh, l'església de Santa Magdalena (temporalment tancada per restauració, de manera que la taula central del tríptic de l'Anunciació d'Ais, del segle xv, obra mestra de la pintura flamenca, es troba ara al Museu Estienne de Saint Jean), el pavelló Vendôme, la font dels quatre dofins i diversos palauets dels segles xvii-xviii.
El taller de Paul Cézanne conserva records personals del pintor. Els jardins del Jas de Bouffan, propietat de la família de Cézanne fins al 1899, estan oberts al públic Des de l'entorn d'Ais es divisa la muntanya de Santa Victòria, tema emblemàtic de moltes pintures d'aquest artista.
La urbanització del sector de Sextius Mirabeau, a partir del 1990, va ser projectada pels arquitectes catalans MBM, així mateix autors d'un dels edificis que s'hi troben (Les Terrasses de Sextius).

## Llocs d'interès
- Museu Granet
- Fundació Vasarely[5]
- Pavillon Noir, Centre Coreogràfic Nacional del Ballet Preljocaj
- Catedral de Sant Salvador
- Barri Mazarin, del segle xvii
- Circuit "Seguint les empremtes de Cézanne" i els indrets relacionats amb Paul Cézanne
- Termes Sextius
- Pavelló de Vendôme i el seu jardí francès
- Ruïnes de l'Oppidum d'Entremont
- Camp de concentració de les Milles[6]

Des del 1948 s'hi celebra el prestigiós Festival d'Ais de Provença dedicat a l'art líric (òpera i cant)

## Fills il·lustres
- Joseph Simon Marie Reynier (1797-1874), organista i compositor
- Armand Lunel (1892 - 1977) escriptor, darrer parlant conegut de shuadit
- Hélène Grimaud (1969-), pianista

## Agermanaments
- Granada (Andalusia)
- Bath
- Filadèlfia
- Baton Rouge
- Coral Gables
- Tübingen
- Coïmbra
- Perusa
- Ascaló
- Oujda
- Cartago